# Physotrichia muriculata
Physotrichia muriculata là một loài thực vật có hoa trong họ Hoa tán. Loài này được (Welw. ex Hiern) S.Droop & C.C.Towns. miêu tả khoa học đầu tiên năm 1987.